# Hugo Preuss
Hugo Preuss, född 28 oktober 1860 i Berlin, död där 9 oktober 1925, var en tysk statsrättslärare och politiker.

## Biografi
Preuss blev 1889 docent vid Berlins universitet, 1906 professor vid Berlins handelshögskola och 1918 dennas rektor. Som kommunalman i Berlin gjorde han sig tidigt bemärkt såsom liberal anhängare av social reformpolitik. 
Preuss, vars författarskap mest rörde sig om tysk och preussisk statsrätt samt nödvändigheten av demokratisering, utarbetade under första världskriget ett utkast till tysk författningsreform, vilket efter revolutionen 1918 lades till grund för arbetet på Weimarrepublikens författning. 
Preuss blev 14 november samma år statssekreterare för inrikes ärenden och var februari - juni 1919 tysk inrikesminister (i ministären Philipp Scheidemann). Han valdes 1919 till ledamot av preussiska landsförsamlingen och 1921 till ledamot av preussiska lantdagen, där han anslöt sig till Deutsche Demokratische Partei. 
Preuss utarbetade vallagen för tyska nationalförsamlingen och - tillsammans med bland andra Walter Simons, Kurt Riezler, Max Weber och Ludo Moritz Hartmann – ett utkast till tysk författning, vilket gick ut på att i stor utsträckning ersätta den gamla förbundsförfattningen med en enhetsstat. Under förhandlingarna i nationalförsamlingen modifierades författningsförslaget och fick en mindre centralistisk prägel, men Tyska rikets författning av 11 augusti 1919 kan dock i sina grunddrag sägas vara Preuss verk.
Bland Preuss studenter märks bland andra sedermera borgarrådet Yngve Larsson.
Under de landsomfattande bokbålen i Nazityskland 1933, brände nationalsocialister det postumt utgivna arbetet om den historiska grundvalen för den tyska republikens statsrätt utgiven 1927.